# Lioscorpius
Lioscorpius is een geslacht van straalvinnige vissen uit de familie van schorpioenvissen (Setarchidae).

## Soorten
- Lioscorpius longiceps Günther, 1880
- Lioscorpius trifasciatus Last, Yearsley & Motomura, 2005